# 東映
東映（日语：／ Tōei */?），全稱東映株式會社，是日本大型電影公司之一，創始於1949年，除了電影製作及發行之外，也同時經營電影院、衛星電視、以及影片出租等電影相關事業。東映亦跨足其他產業，如發起成立與參股朝日電視台，另外在1950及1960年代，還曾擁有今日日本職棒的北海道日本火腿鬥士隊。
東映所出品的電影片頭，是海浪拍打三顆礁石的景象，在千葉縣銚子市犬吠埼燈塔南側下方的岩場所拍攝，三顆礁石象徵東映前身三家公司——東京映畫配給、太泉映畫、東橫映畫。此片頭首先出現於1955年上映的電影《血槍富士》，之後每部電影均使用此片頭。

## 名稱
東映，全稱東映株式會社，其中東映原本為「東京映畫」的縮寫，現已成為單獨的一個詞彙，其中「映畫」在日語中意為電影。

## 作品

### 特攝
- 七色假面 系列（1959年－1960年）
- スパイキャッチャーJ3（1965年－1966年）
- 忍者小靈精（1966年）
- 靈幻小子（1966年－1967年）
- 假面忍者 赤影（1967年－1968年）
- 鐵甲人（1967年－1968年）
- 太空歷奇（1967年）
- 假面騎士系列（1971年－）
- 巴狼1号（1972年）
- 电脑奇侠系列（1972年－1974年）
- 闪电人（1973年－1974年）
- 小露宝（1974年－1977年）
- （1975年）
- 超级战队系列 （1975年－）
- 影星奇侠（1976年）
- 蜘蛛俠 東映版（1978年－1979年）
- 東映不可思議系列（日语：東映不思議コメディーシリーズ）（1981年－1993年）
- 金屬英雄系列（1982年－1999年）
- 超光战士（1996年）
- 燃烧吧！！小露宝（1999年）
- 美少女戰士（2003年－2004年）
- Sh15uya（2005年）
- 非公認戰隊秋葉原連者 系列（2012年－2013年）

### 動畫
- 長濱機械人系列（日语：長浜ロマンロボシリーズ）（1976年－1979年，動畫製作：日昇動畫）
- 淘氣小仙女
- 冰河战士（1977年，動畫制作：東京ムービー、奧加製作所）
- とびだせ!マシーン飛竜（1977年－1978年，動畫制作：龍之子製作公司）
- 激走！鲁滨皇帝（1977年－1978年，動畫制作：和光プロ）
- 人造人009（1979年－1980年，動畫制作：日昇動畫）
- 日版变形金刚系列（1984年-1989年）
- CLANNAD電影版
- 神之謎
- 最終兵器少女
- 明日的記憶
- 流星花園
- 遊戲王
- 飛天小女警Z
- 小魔女Doremi系列
- 光之美少女系列
- 數碼寶貝系列
- 七龍珠系列
- 航海王系列
- Girls Band Cry

### 1950年代
- 風小僧（1959年）

### 1960年代
- 阿拉的使者（1960年）
- 白馬童子（日语：白馬童子）（1960年）
- 國立少年（1960年－1961年）
- 肯雅少年（1961年－1962年）
- 特別機動搜查隊（日语：特別機動捜査隊）（1961年－1977年）
- （1963年－1967年）
- 暗闇五段（1965年－1966年）
- 素浪人 系列（1965年 - 1968年）
- 錢形平次（1966年－1984年）
- 俺は用心棒（日语：俺は用心棒）－用心棒系列（1967年－1969年）
- （1966年－1967年）
- 白色巨塔 （1967年）
- 大奥（1968年）
- 龙虎群英（1968年－1973年）
- 柔道一直线（1969年－1971年）
- Play Girl（日语：プレイガール (テレビドラマ)）（1969年－1974年）

### 1970年代
- 遠山金先生 系列（NET電視台木曜時代劇（日语：テレビ朝日木曜時代劇）、1970年－1979年）
- 刑事先生 系列（1972年－1973年）
- （1973年－1980年）
- ザ・ボディガード（日语：ザ・ボディガード）（1974年）
- 燃える捜査網（1975年 - 1976年）
- 影同心（1975年 - 1976年）
- 猛龍特警隊 系列 (1975年 - 1982年)
- 大非常線（1976年）
- 桃太郎武士（1976年－1981年）
- 特搜最前線（日语：特捜最前線） 系列（1977年－1987年）
- 柳生一族的陰謀（日语：柳生一族の陰謀）（1978年－1979年）
- 系列（1978年－1982年)
- 暴坊將軍（1978年－2008年)
- 偵探物語 （1979年－1980年）

### 1980年代
- 幻影軍團 系列 （1980年－1985年）
- 系列（1980年－1983年）
- 大激鬥刑事 系列（1980年）
- （1981年－）
- 飞女刑事 系列（1985年－1987年）
- （1987年－1988年）
- おふくろ シリーズ（1985年－2003年）
- 律師 高林鮎子（1986年－2005年）
- 法醫 室生亞季子（1986年－2007年）
- 危險刑事 系列（1986年－2016年）
- 三匹が斬る! 系列（1987年－1995年）
- 花のあすか組!（日语：花のあすか組!）（1988年）
- はぐれ刑事純情派（日语：はぐれ刑事純情派） （1988年－2005年）
- （1988年－1995年）
- 名奉行 遠山金先生 系列（1988年－1996年）

### 1990年代
- 世界奇妙物語（1990年－）
- 錢形平次（1991年－1998年）
- （1991年）
- 偵探事務所（日语：探偵事務所） 系列（1994年－1999年）
- 風の刑事・東京発!（1995年－1996年）
- 味いちもんめ（1995年）
- はみだし刑事情熱系（日语：はみだし刑事情熱系）（1996年－2004年）
- 隠密奉行朝比奈（日语：隠密奉行朝比奈）（1998年－1999年）
- 京都迷宮案内 系列（1999年－2009年）
- 科搜研之女 系列（1999年－）

### 2000年代
- 相棒 系列（2000年－）
- 迷宮先生 系列（2002年－2003年）
- 大奧 (富士電視劇)（2004年－2005年）
- 警視廳搜查一課9係（2006年－）
- メイド刑事（2009年－）

### 2010年代
- 853〜刑事・加茂伸之介（2010年）
- （2011年）
- ホンボシ〜心理特捜事件簿〜（日语：ホンボシ〜心理特捜事件簿〜）（2011年）
- 遺留搜查（2011年－2018年）
- Answer～警視廳檢證搜查官（2012年）
- Specialist（2013年－2015年）
- 警部補杉山真太郎（2015年）

### 海外作品
- 閃電騎士大戦地獄軍団[1]
- 閃電騎士V3[1]
- 閃電五騎士[1]
- Masked Rider[2]
- 金剛戰士系列[3]
- 夢幻戰警 [2]
- Big Bad Beetlebogs [2]

## 藝人

### 男藝人
時代劇
- 大友柳太朗
- 市川右太衛門
- 片岡千恵蔵
- 東千代之介
- 近衛十四郎
- 月形龍之介
- 加賀邦男
- 西村晃
- 鶴田浩二
- 大川橋蔵
- 若山富三郎
- 高倉健
- 中村錦之助
- 菅原文太
- 片岡栄二郎
- 里見浩太郎
- 大河内傳次郎
- 津島進
- 志村喬
- 柳永二郎
- 岡田英次
- 進藤英太郎
- 黒川弥太郎
- 坂東好太郎
- 古石孝明
- 大里健太郎
- 河原崎長一郎
- 山城新伍
- 松方弘樹
- 北大路欣也
- 有川正治
- 伏見扇太郎

現代劇
- 三國連太郎
- 梅宮辰夫
- 千葉真一
- 南原宏治（南原伸二）
- 谷隼人
- 南廣
- 宇佐美淳
- 高木二朗
- 船山汎（船山裕二）
- 三原浩
- 舟橋元
- 沼田曜一
- 波島進
- 水木襄
- 小川守
- 水原一郎
- 小野透
- 江原真二郎
- 曽根晴美
- 堀田眞三
- 倉田保昭
- 石橋雅史
- 矢吹二朗（千葉治郎）
- 真田広之
- 仲村トオル
- 清水宏次朗
- 鶴賀二郎

任侠
- 佐分利信
- 池部良
- 鶴田浩二
- 若山富三郎
- 高倉健
- 小池朝雄
- 田中邦衛
- 菅原文太
- 北島三郎
- 河津清三郎
- 水島道太郎
- 大木実
- 安部徹
- 由利徹
- 天津敏
- 山本麟一
- 汐路章
- 潮健児
- 村田英雄
- 渡辺文雄
- 待田京介
- 林彰太郎
- 藤山浩二（藤山浩一）

実録
- 高倉健
- 小池朝雄
- 田中邦衛
- 菅原文太
- 安藤昇
- 小林旭
- 渡瀬恒彦
- 金子信雄
- 名和宏
- 高宮敬二
- 室田日出男
- 内田朝雄
- 八名信夫
- 三上真一郎
- 野口貴史
- 志賀勝
- 岩尾正隆
- 大前均
- 西田良
- 小林稔侍
- 福本清三
- 川谷拓三
- 伊吹吾郎
- 北斗学
- 司裕介
- 桜木健一
- 片桐竜次
- 成瀬正孝

特撮
- 大村文武
- 宮内洋

### 女藝人
- 美空雲雀
- 丘さとみ
- 長谷川裕見子
- 入江若葉
- 木暮實千代
- 桜町弘子
- 高千穂ひづる
- 花柳小菊
- 千原しのぶ
- 瑳峨三智子
- 阿井美千子（阿井三千子、百ちとせ）
- 宇治みさ子
- 久保菜穂子
- 三条美紀（三條美紀）
- 風見章子
- 大川恵子
- 田代百合子
- 雪代敬子
- 中原ひとみ
- 青山京子
- 花園ひろみ
- 浦里はる美
- 故里やよい
- 月丘千秋
- 植木千恵
- 中村雅子
- 円山栄子
- 春丘典子
- 光岡早苗
- 高島淳子
- 小林裕子
- 中里阿津子
- 小宮光江
- 三原有美子
- 御影京子
- 佐久間良子
- 星美智子
- 新井茂子
- 岡田敏子
- 園ゆき子
- 三田佳子
- 藤田佳子
- 山東昭子
- 三島ゆり子
- 喜多川千鶴
- 二階堂有希子
- 三原葉子
- 木村俊恵
- 宮園純子
- 大原麗子
- 藤純子
- 小川知子
- 浜木綿子
- 中原早苗
- 渚まゆみ
- 野川由美子
- 工藤明子
- 藤浩子（藤宏子）
- 中村英子
- 梶芽衣子
- 池玲子
- 杉本美樹
- 橘真紀
- 小泉洋子（沢野火子）
- 山内えみ子（山内恵美子、山内絵美子）
- 松平純子
- 多岐川裕美
- 堀越陽子（堀越光恵）
- 中島ゆたか
- 志穂美悦子
- 松田英子
- 若原瞳

## 外部連結
- 東映株式會社 （页面存档备份，存于） （日語）
- 東映的X（前Twitter） （日語）
- YouTube上的東映電影頻道 （日語）